# Noel Freeman
Noel Frederick Freeman  (Preston, Queensland, 24 de diciembre de 1938) es un atleta australiano especializado en la marcha atlética.
Consiguió el segundo puesto en la distancia de 20 km marcha en los Juegos Olímpicos de Roma de 1960, en los que también participó en la distancia de 50 km, siendo descalificado.
Cuatro años más tarde, con motivo de los Juegos Olímpicos de Tokio de 1964 consiguió el diploma olímpico al ocupar el cuarto puesto en la distancia de 20 km.
Su mejor marca personal en la distancia de los 20 km marcha es de 1h29:12 conseguida en el año 1968. En los 50 km la marca es de 4h25:09 (1959).